# インターネット哲学百科事典
インターネット哲学百科事典（インターネットてつがくひゃっかじてん、英: Internet Encyclopedia of Philosophy、IEP）は1995年、ジェイムズ・フィーザーにより設立された無料で閲覧できる哲学専門のオンライン百科事典。使用言語は英語。 専門家による執筆と、査読制度により記事の質を高める努力がなされている。

## 概要
インターネット哲学百科事典は、非営利組織（NPO）で、外部からの予算を受けることなく、多くのボランティア達の努力によって支えられている。 インターネット哲学百科事典は自身のことを以下のように紹介している。
インターネット哲学百科事典（以下IEP）は、哲学のあらゆる分野におけるキートピックスおよび人物についての詳細な学術的情報を提供することを目的に、1995年に設立された。IEPは世界中のインターネットユーザーが無料でアクセスできる。現在のスタッフは25名の編集者と、博士号を有する約200人の執筆者からなる。執筆者は大学の教授などであり、世界中の様々な国の人々が参加しているが、概してアメリカ、イギリス、オーストラリアからの参加が多い。 記事の提出と査読のプロセスは、紙製の哲学ジャーナルや書籍などと同じシステムを採用している。各記事の執筆は、その分野の専門家（しばしばその分野を牽引するリーダー的な存在）によって担われる。
簡単に言えば、学術的に高いレベルを維持したまま、無料で多くの読者に哲学に関する情報を届けることを目標している。

## 記事の質
IEP自身の解説によると「記事は、紙製の大部の最良の哲学百科事典と、同じクオリティをもつ」。これはもっぱら優良な寄稿者のリクルートと、「学術的なレベルを満たそうとする貪欲な」査読プロセスの実施による。記事執筆の依頼と査読は紙製の百科事典で行なわれるのと同じ一般的な方法で行なわれるが、時に欠けている記事を一時的に補完する目的でパブリックドメインの素材を使用することもある。